# Oued Ghir
Oued Ghir (în arabă وادى غير) este o comună din provincia Béjaïa, Algeria.
Populația comunei este de 19.345 de locuitori (2008).